# فینال جام یوفا ۱۹۸۷
فینال جام یوفا ۱۹۸۷، رقابت پایانی جام یوفا در سال ۱۹۸۷ میلادی است که مابین دو تیم باشگاه فوتبال گوتبورگ و باشگاه فوتبال داندی یونایتد برگزار شده‌است.
این مسابقه که در تاریخ‌های ۶ مه ۱۹۸۷ و ۲۰ مه ۱۹۸۷ انجام شده‌است در مجموع با نتیجه ۲ بر ۱ به سود باشگاه فوتبال گوتبورگ به پایان رسید.رفتار خوب هواداران
داندی یونایتد با تیم برنده باعث شد جایزه بازی جوامردانه فیفا را از سوی فیفا دریافت کنند.